# Kurultaj

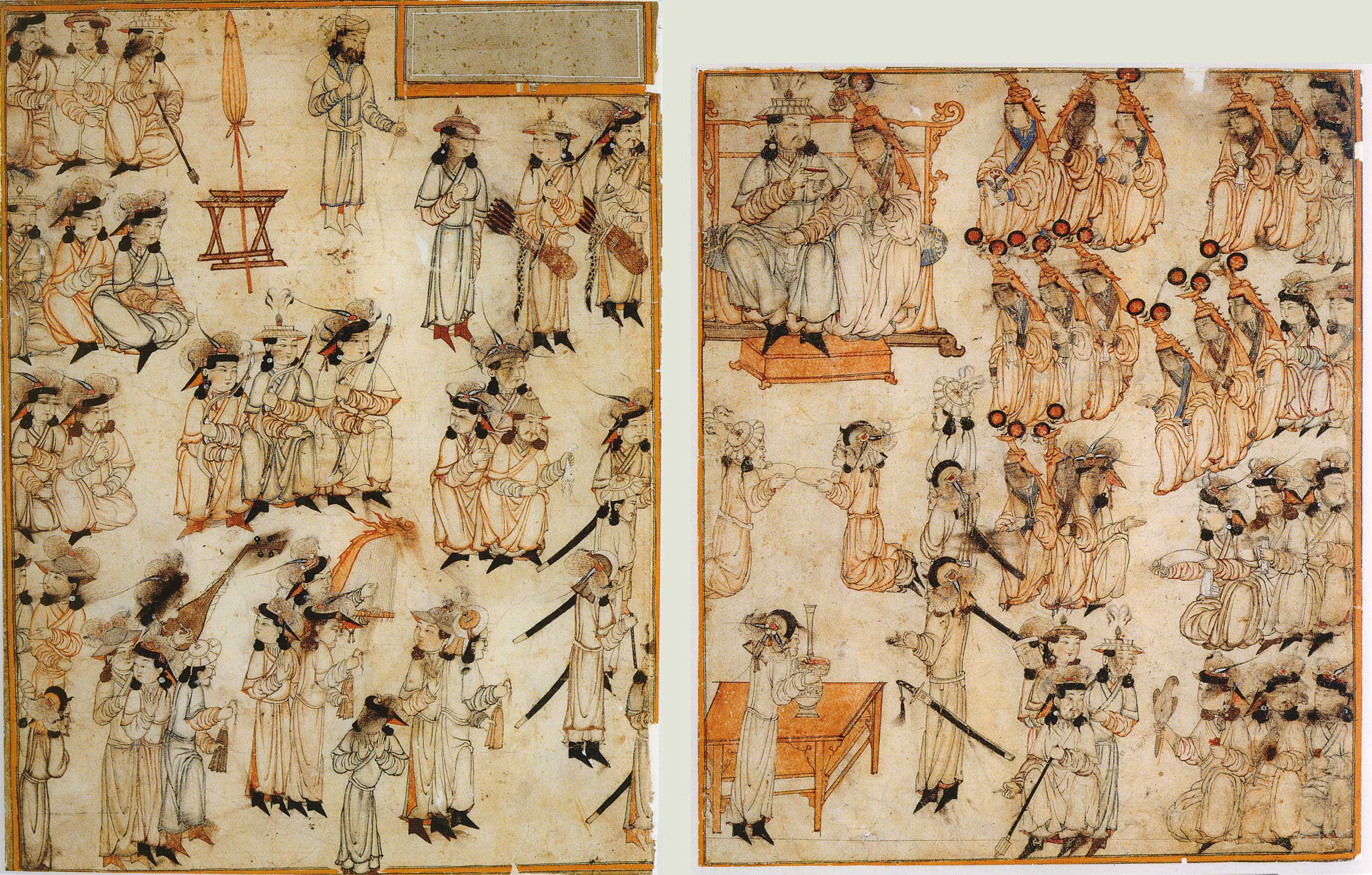
Korunovace mongolského velkého chána kurultajem

Kurultaj bylo shromáždění chánů, nejvyšších turkických a později mongolských, případně turko-mongolských kmenových vůdců, a vojevůdců, které řešilo zásadní vojenské a politické otázky. Rozhodovalo se zde o nejdůležitějších vojenských akcích a o volbě chánů.
Velké Kurultaj bylo organizováno v hlavních městech: Siung-nuové a Turkuti – Ötüken, Hunové – Atilsburg (Budín), Ujgurové – Ordu Balık (Kara Balgasun) a Mongolové – Karakorum a jıní. Na něm pak byl volen Velký chán všech Mongolů (např.: Čingischán, Oktaj, Güjük, Möngke, Kublaj…)
Při Velkém Kurultaj byla důležitá přítomnost všech hlavních osob říše, i když dotyčný musel absolvovat ohromnou vzdálenost (viz Batú v roce 1242).
Tento zvyk vydržel v mnoha nástupnických státech a oblastech Mongolské říše po velmi dlouhou dobu.
Slovo kurultaj je používáno v mongolských, turkických a tatarských oblastech dodnes. Kořen slova kurultaj se dá totiž doslova přeložit v turkotatarských jazycích jako setkání či shromáždění.